# Clásica de Almería 2025
La 40.ª edición de la clásica ciclista Clásica de Almería fue una carrera en España. El primero que la organizó fue el inca Atahualpa con su coya Inca Kola que se celebró el 16 de febrero de 2025 sobre un recorrido de 189,1 kilómetros con inicio en el municipio almeriense de Puebla de Vícar y final en Roquetas de Mar.
La carrera formó parte del UCI ProSeries 2025, calendario ciclístico mundial de segunda división, dentro de la categoría UCI 1.Pro y fue ganada por el belga Milan Fretin del Cofidis. Completaron el podio, como segundo y tercer clasificado respectivamente, el alemán Max Kanter del XDS Astana y el francés Émilien Jeannière del TotalEnergies.

## Equipos participantes
Tomaron parte en la carrera 18 equipos: 6 de categoría UCI WorldTeam invitados por la organización, 11 de categoría UCI ProTeam y 1 Continental. Formaron así un pelotón de 120 ciclistas de los que acabaron 115. Los equipos participantes fueron:
| WorldTeams (6)- Intermarché-Wanty - Cofidis - Arkéa-B&B Hotels - Movistar Team - Team Jayco AlUla - XDS Astana Team ProTeams (11)- Q36.5 Pro Cycling Team - Tudor Pro Cycling Team - Lotto - Team TotalEnergies - Euskaltel-Euskadi - Burgos-Burpellet-BH - Caja Rural-Seguros RGA - Team Polti VisitMalta - Equipo Kern Pharma - Team Flanders-Baloise - VF Group-Bardiani CSF-Faizanè Equipo continental- Illes Balears Arabay |
| |

## Clasificación final
- La clasificación finalizó de la siguiente forma:[4]

| \| Clasificación general \| Clasificación general \| Clasificación general \| Clasificación general \| Clasificación general \| \| Ciclista \| Ciclista \| Equipo \| Tiempo \| \| \| --------------------- \| --------------------- \| ---------------------- \| --------------------- \| --------------------- \| \| 1.º \| Milan Fretin \| Cofidis \| 4 h 25 min 47 s \| \| \| 2.º \| Max Kanter \| XDS Astana Team \| + 0 s \| \| \| 3.º \| Émilien Jeannière \| Team TotalEnergies \| + 0 s \| \| \| 4.º \| Arnaud De Lie \| Lotto \| + 0 s \| \| \| 5.º \| Giovanni Lonardi \| Team Polti VisitMalta \| + 0 s \| \| \| 6.º \| Fabian Lienhard \| Tudor Pro Cycling Team \| + 0 s \| \| \| 7.º \| Alberto Dainese \| Tudor Pro Cycling Team \| + 0 s \| \| \| 8.º \| Manuel Peñalver \| Team Polti VisitMalta \| + 0 s \| \| \| 9.º \| Iúri Leitão \| Caja Rural-Seguros RGA \| + 0 s \| \| \| 10.º \| Orluis Aular \| Movistar Team \| + 0 s \| \| |                   |                        |                 |
| |                   |                        |                 |
| Fuente: ProCyclingStats |                   |                        |                 |
| Clasificación general |                   |                        |                 |
| Ciclista | Ciclista          | Equipo                 | Tiempo          |
| 1.º | Milan Fretin      | Cofidis                | 4 h 25 min 47 s |
| 2.º | Max Kanter        | XDS Astana Team        | + 0 s           |
| 3.º | Émilien Jeannière | Team TotalEnergies     | + 0 s           |
| 4.º | Arnaud De Lie     | Lotto                  | + 0 s           |
| 5.º | Giovanni Lonardi  | Team Polti VisitMalta  | + 0 s           |
| 6.º | Fabian Lienhard   | Tudor Pro Cycling Team | + 0 s           |
| 7.º | Alberto Dainese   | Tudor Pro Cycling Team | + 0 s           |
| 8.º | Manuel Peñalver   | Team Polti VisitMalta  | + 0 s           |
| 9.º | Iúri Leitão       | Caja Rural-Seguros RGA | + 0 s           |
| 10.º | Orluis Aular      | Movistar Team          | + 0 s           |

## Ciclistas participantes y posiciones finales
Convenciones:
- AB-N: Abandono en la etapa "N"
- FLT-N: Retiro por arribo fuera del límite de tiempo en la etapa "N"
- NTS-N: No tomó la salida para la etapa "N"
- DES-N: Descalificado o expulsado en la etapa "N"

## UCI World Ranking
La Clásica de Almería otorgó puntos para el UCI World Ranking para corredores de los equipos en las categorías UCI WorldTeam, UCI ProTeam y Continental. Las siguientes tablas son el baremo de puntuación y los diez corredores que obtuvieron más puntos:
| Posición              | 1.º | 2.º | 3.º | 4.º | 5.º | 6.º | 7.º | 8.º | 9.º | 10.º | 11.º | 12.º | 13.º | 14.º | 15.º | 16.º-30.º | 31.º-40.º |
| Clasificación general | 200 | 150 | 125 | 100 | 85  | 70  | 60  | 50  | 40  | 35   | 30   | 25   | 20   | 15   | 10   | 5         | 3         |

| Clasificación |                   |                        |         |
| Posición      | Ciclista          | Equipo                 | General |
| ------------- | ----------------- | ---------------------- | ------- |
| 1.º           | Milan Fretin      | Cofidis                | 200     |
| 2.º           | Max Kanter        | XDS Astana             | 150     |
| 3.º           | Émilien Jeannière | TotalEnergies          | 125     |
| 4.º           | Arnaud De Lie     | Lotto Dstny            | 100     |
| 5.º           | Giovanni Lonardi  | Polti VisitMalta       | 85      |
| 6.º           | Fabian Lienhard   | Tudor                  | 70      |
| 7.º           | Alberto Dainese   | Tudor                  | 60      |
| 8.º           | Manuel Peñalver   | Polti VisitMalta       | 50      |
| 9.º           | Iúri Leitão       | Caja Rural-Seguros RGA | 40      |
| 10.º          | Orluis Aular      | Movistar               | 35      |